# Томаш Шадек
Томаш Шадек (* бл. 1550, Краків — † 1611 або пізніше, Краків) — польський композитор і теолог. З 1575 до 1578 — член капели Рорантистів на Вавелі.

## Творчість
З творчого доробку збереглись лише дві 4-голосні меси:
- Офіціум «Dies est laetitiae» (1578),
- Офіціум «In melodiam motetae "Pisneme"» (1580)

та фраґменти мотетів «Vultum tuum», «Haec dies» і «Pascha nostra».
На формування композиторського стилю Томаша Шадека великий вплив справила творчість Себастіана (Роксолануса) з Фельштина.